# Ichenhausen
Ichenhausen er en kommune i Landkreis Günzburg i Regierungsbezirk Schwaben i den tyske delstat Bayern. Den er en administrationsby i Verwaltungsgemeinschaft Ichenhausen.

## Geografi
Myen ligger ved Mittelschwabenbahn der går fra Günzburg over Krumbach til Mindelheim.

### Inddeling
Ichenhausen består ud over hovedbyen med 5.254 indbyggere af landsbyerne
- Autenried (620 indb.)
- Deubach (336 indb.)
- Hochwang (1396 indb.)
- Oxenbronn (634 indb.)
- Rieden a. d. Kötz (649 indb.)

(indbyggertal pr. 10. august 2006) 